# Пољани (Крешево)
Пољани су насељено место у Босни и Херцеговини у општини Крешево. Административно припада Федерацији Босне и Херцеговине, односно њеном Средњобосанском кантону. Према попису становништва из 2013. у насељу је било 11 становника, а већинску популацију чинили су Хрвати.

## Становништво
По последњем службеном попису становништва из 1991. године у овом насељу живело је 53 становника, а село је било етнички хомогено са већинском хрватском  популацијом.
| Националност | 2013. | 1991.       | 1981.       | 1971.       |
| Хрвати       |       | 51 (69,23%) | 66 (100,0%) | 74 (98,67%) |
| остали       |       | 2 (3,77%)   | 0           | 1 (1,33%)   |
| Укупно       | 11    | 53          | 66          | 75          |